# Armando Baldinelli
Armando Baldinelli (Ancona, 13 settembre 1908 – Johannesburg, 2002) è stato un pittore e incisore italiano.
Baldinelli è stato un artista irrequieto e versatile. Ricco di fantasia ha esplorato tutti i mezzi con cui poter esprimere la sua personalità di artista: la pittura a olio, l'affresco, la xilografia, il disegno, la litografia e la gouache, il mosaico, l'assemblaggio di materiali vari.

## Biografia
Artista dal precoce talento segue studi d'arte a Bologna, Roma e Modena. Giovanissimo viene invitato alle principali manifestazioni d'arte italiane. È invitato a collaborare alla rivista L'Eroica di Ettore Cozzani.
Nel 1933 partecipa alla sua prima Biennale di Venezia. Nel 1936 allestisce la sua prima mostra personale a Bergamo e partecipa con un affresco alla Biennale di Venezia del 1938.
Si trasferisce in Sudafrica a Johannesburg nel 1953. I suoi lavori dall'immediato dopoguerra alla fine degli anni cinquanta rivelano l'influsso del cubismo, mentre le opere degli anni sessanta esprimono una totale libertà stilistica.
Nei primi anni settanta aderisce all'Optical art, mentre intorno al 1975 ritorna al figurativo.